# Tout ça… pour ça !
Pour plus de détails, voir Fiche technique et Distribution.
Tout ça… pour ça ! est un film français réalisé par Claude Lelouch, sorti en 1993.

## Synopsis
Francis Barrucqe (Francis Huster) est un brillant juge.  Il entretient une relation adultérine avec Marie (Marie-Sophie L.), avocate inscrite au barreau de la même ville, Lyon.  Cette dernière le presse pour qu’il divorce et les deux conviennent que si leurs conjoints respectifs tombaient amoureux l’un de l’autre, cela pourrait leur faciliter la tâche.  Alors que les deux couples se retrouvent pour réaliser ensemble l’ascension du mont Blanc, Fabrice (Fabrice Luchini), l’époux de Marie, également avocat, pactise secrètement avec Alessandra (Alessandra Martines), l’épouse de Francis, pour jouer à rendre celui-ci jaloux.  Durant ce séjour, Alessandra prendra toutefois conscience de l’infidélité de son mari et envisage de divorcer, tandis que de son côté, Fabrice ressentira également de nombreux doutes quant à la fidélité de sa femme.
Marie et Fabrice doivent plaider à leur retour de vacances la défense de trois hommes.  La narration du film continue par le procès où, au fur et à mesure des questions du juge, Francis, les trois accusés exposent le récit de leurs aventures.
- Lino (Vincent Lindon) a une addiction aux jeux d’argent.  Criblé de dettes, il a rencontré Esméralda, la sœur d’un de ses créanciers, qui lui a organisé le rendez-vous en lui épongeant sa dette.  Lino tombe amoureux d’Esméralda, mais celle-ci finit par le rejeter après qu’il a perdu au jeu les biens qui lui appartenaient.  Rejeté de toutes parts, Lino tente de se suicider en se jetant dans la Seine lors du bal du 14 Juillet.
- Jacques (Jacques Gamblin) est coiffeur.  Sa femme Marylin (Évelyne Bouix) lui annonce leur séparation définitive et part quelques semaines à Thonon-les-Bains pour soigner l’asthme de leur fille Salomé (Salomé Lelouch).  À cette annonce, il fait une tentative de suicide en avalant un flacon de shampooing.  Obsédé à l’idée de revoir sa fille, il projette de la kidnapper et de partir au Canada.  Lorsque son banquier lui refuse un nouveau prêt destiné à financer ses dernières dépenses, il l’agresse pour lui dérober une enveloppe contenant de l’argent.  Recherché pour cet acte, il est désormais en cavale.  Ayant été mis au courant de ses intentions de rejoindre Salomé, deux policiers sont dépêchés à Thonon-les-Bains pour tenter de l’intercepter.  Parmi eux, le commissaire Maigreton (Charles Gérard), à la veille de sa retraite, se lamente de ne jamais avoir pu arrêter le moindre malfrat en quarante ans de carrière.
- Henri (Gérard Darmon) est un chauffeur de taxi dont la spécialité est de droguer ses clients en leur servant du café ou du thé pour, ensuite, les dévaliser.  Il venait de rencontrer une jeune femme dont il était amoureux fou, mais qui meurt dans un accident de voiture le jour où il comptait la demander en mariage.

Lino et Jacques se rencontrent à l’hôpital après leurs tentatives de suicide respectives.  Lorsque Henri, qui les prend en taxi, entend leur projet d’exil au Canada, l’idée de refaire sa vie le tente également et il les accompagne jusqu’à Thonon-les-Bains.
Les trois comparses se livrent à de nombreuses combines pour passer des vacances de rêve : ils volent un camping-car, ils mettent le feu aux toilettes d’un restaurant pour s’éclipser sans payer la note, ils se font passer pour des policiers de la brigade des fraudes et confisquent de prétendus faux billets de 500 FF dans les commerces, ils se font passer pour des géomètres étudiant le tracé du futur TGV à travers le terrain de golf d’un grand hôtel afin de se faire soudoyer par son directeur, etc.
Avant d’arriver à l’hôtel où séjournent Marilyn et Salomé, Henri téléphone au propriétaire de l’hôtel (Antoine Duléry) et, se faisant passer pour le pharmacien du village, l’avertit de l’arrivée imminente de deux inspecteurs du Gault et Millau.  Il espère ainsi leur assurer un accueil royal et un excellent repas.  Lino et Henri sont attablés et prétextent tourner un film publicitaire pour lequel il leur faudrait une petite fille.  C’est ainsi qu’ils parviennent à attirer Salomé dans le camping-car, où l’attend Jacques.  La perspicacité des deux policiers qui surveillaient l’hôtel conduit à l’arrestation des trois hommes.
Pendant le procès, Francis convoque sa propre femme à la barre pour lui demander publiquement si elle a eu une relation adultérine avec Fabrice.  Dans les plaidoiries qui s’ensuivent, Marie et Fabrice en viennent à confondre l’histoire de leurs clients et leurs propres histoires de couple, arguant que c’est ni plus ni moins le procès de l’amour ou de tous les gens qui s’aiment mais aussi celui de la monogamie qui se déroule sous leurs yeux.
À l’issue du procès, les accusés sortent de la salle d’audience, acquittés.  La scène finale voit les différents couples protagonistes du film danser dans la salle des pas perdus du palais de justice, tous le regard vide et l’air distant.

## Fiche technique
- Titre original : Tout ça... pour ça !
- Réalisation : Claude Lelouch, assisté de Simon Lelouch
- Scénario : Claude Lelouch
- Décors : Laurent Tesseyre
- Costumes : Mimi Lempicka
- Photographie : Philippe Pavans de Cecatty
- Son : Harald Maury
- Montage : Hélène de Luze
- Musique : Philippe Servain et Francis Lai
- Production déléguée : Claude Lelouch
- Production exécutive : Jean-Paul de Vidas
- Sociétés de production : Les Films 13
- Sociétés de distribution : Bac Films Distribution
- Pays d'origine :  France
- Langue originale : français
- Genre : comédie
- Durée : 120 minutes
- Date de sortie : 9 juin 1993

## Distribution
- Marie-Sophie L. : Marie Lenormand
- Francis Huster : Francis Barrucq
- Fabrice Luchini : Fabrice Lenormand
- Alessandra Martines : Alessandra Barrucq
- Vincent Lindon : Lino Marie
- Gérard Darmon : Henri Poncet
- Jacques Gamblin : Jacques Grandin
- Évelyne Bouix : Marilyn Grandin
- Salomé Lelouch : Salomé Grandin
- Charles Gérard : le commissaire Maigreton
- Céline Caussimon : Esméralda
- Maria Ducceschi : une fille au bal
- Agnès Pelletier : une fille au bal
- Mimi Young : une fille au bal
- Christian Charmetant : le banquier
- Jacques Boudet : le procureur
- Jacques Bonnot : un chauffeur de camion
- Antoine Duléry : Antoine, le patron du restaurant
- Albert Dray ; l'adjoint de Maigreton
- Jacques Spiesser : le directeur de l'hôtel de luxe
- Martine Lelouch : une vendeuse de blousons
- Arlette Gordon : la femme d'Antoine
- Christine Lelouch : la cliente du taxi endormie (sous le nom Christine Barbelivien)
- Cristiana Reali : l'autostoppeuse brésilienne
- Gunilla Karlzen : l'autostoppeuse suédoise	...

### Attribution des rôles
Claude Lelouch fait tourner dans ce film son ancienne épouse Christine Lelouch (sous le nom de Christine Barbelivien), son ancienne compagne Évelyne Bouix et leur fille Salomé Lelouch, son épouse de l'époque Marie-Sophie L. et sa future épouse Alessandra Martines.

## Distinctions
- César du Meilleur acteur dans un second rôle pour Fabrice Luchini[2]
- Prix de la mise en scène au Festival des Films du Monde de Montréal